# Vermisstenfall Manuel Schadwald
Manuel Schadwald (* 24. Januar 1981 in Berlin) war ein in Berlin lebender Junge, der im Alter von 12 Jahren am 24. Juli 1993 spurlos verschwand. Von der Berliner Polizei wurde der Fall 1998 ergebnislos zu den Akten gelegt. Spuren führten in die Pädophilen- bzw. Kinderpornoszene der Benelux-Länder, mit einer möglichen Verbindung zur Affäre um den belgischen Kinderschänder Marc Dutroux. Laut Presseberichten soll Schadwald auf einer niederländischen Yacht missbraucht und zu Tode gekommen sein, wonach der Fall aufgrund der Verwicklung hochrangiger Kreise vertuscht worden sein soll.

## Verschwinden
Manuel Schadwald lebte bei seiner alleinerziehenden Mutter im Berliner Ortsteil Tempelhof. Er ging auf die Grundschule und war Berichten zufolge ein guter Schüler. Schadwald spielte gerne in Kaufhäusern und Freizeitzentren mit Computern. Er verließ am 24. Juli 1993 seine Wohnung, um mit öffentlichen Verkehrsmitteln zum Freizeit- und Erholungszentrum Wuhlheide (FEZ) in Berlin-Köpenick zu gelangen. Als er sich auf den Weg machte, trug er Jeans, schwarze Turnschuhe, ein graues T-Shirt und eine graue Sommerjacke mit Emblem. Auf dem Rücken trug er einen türkisen Rucksack mit Aufschrift. Er kam allerdings nie an und wurde von seinen Eltern als vermisst gemeldet. Der Fall erfuhr in der Folgezeit große mediale Beachtung und die Polizei suchte intensiv nach dem Jungen. Nachdem sich Erkenntnisse erhärtet hatten, dass Schadwald bereits tot sein könnte, stellten die Eltern eine Anzeige gegen Unbekannt wegen Mordes. 1998 wurden die Ermittlungen von der Staatsanwaltschaft ohne Ergebnis eingestellt. Generalstaatsanwalt Hansjürgen Karge verkündete, es sei unklar, ob Schadwald noch lebe oder wo er sich aufhalte. In der Berliner Presse hatte es zuvor Berichte gegeben, die Ermittlungsbehörden seien Spuren nicht ausreichend und intensiv genug nachgegangen. Es kam zu mehreren Verfahren gegen Kriminalbeamte wegen Nachlässigkeit und ungenügender Aufklärungsarbeit, die jedoch eingestellt wurden.

## Spuren in die Benelux-Länder
Im Juni 1994 erhielt die Berliner Polizei einen Hinweis auf den Verbleib von Schadwald, als bei der Beratungsstelle für schwule und bisexuelle Männer „Mann-O-Meter“ in Schöneberg ein anonymer Anruf einging. Der Anrufer gab eine Täterbeschreibung ab und sagte, dass Schadwald sich in Amsterdam aufgehalten habe und bereits tot sei. Dies führte zu Ermittlungsbemühungen in Rotterdam und Amsterdam, die jedoch 1995 ohne Ergebnis eingestellt wurden. Die Berliner Polizei machte diese Erkenntnisse nicht öffentlich. Im Jahr 1997 berichtete ein niederländischer Fernsehsender, dass Schadwald in einem kinderpornografischen Film identifiziert worden sei. Dies wurde jedoch bald darauf von der Berliner Polizei dementiert. 1998 wurden die Ermittlungen eingestellt, und die Berliner Polizei behauptete wahrheitswidrig, über keinerlei Spuren zu verfügen.
Laut Berichten der deutschen Zeitung Die Welt und des niederländischen Algemeen Dagblad von 2015, die sich auf Zeugen sowie Informanten aus den Kreisen der Geheimdienste und der Polizei beriefen, sollen entführte Berliner Kinder Anfang der 90er-Jahre an Bordelle in Amsterdam, Rotterdam und Antwerpen verkauft worden sein, worüber die Berliner Staatsanwaltschaft schon 1993 Bescheid gewusst haben soll. Schadwald soll ebenfalls in Kinderbordellen in Amsterdam und Rotterdam missbraucht worden sein. In den 1990er Jahren soll auch der Belgier Marc Dutroux regelmäßig in den Niederlanden aktiv gewesen sein, der über Kontakte in höchste Kreise verfügt haben soll und in ähnliche Aktivitäten verwickelt war. Das damit verbundene Netzwerk von Pädophilen soll auch mit der Produktion von Snuff-Filmen in Verbindung gestanden haben, in denen Kinder missbraucht, gefoltert und getötet wurden. Der Drahtzieher dieses Netzwerkes, Ludwig A., war der Berliner Polizei bekannt. Ein englischer Zeuge aus dem Dokumentarfilm The Boy business von 1997 berichtete von einem Film, in dem ein Junge auf einem Boot missbraucht wird und erstickt.
Bei dem Opfer in dem Film soll es sich um Schadwald handeln. Laut Akten des niederländischen Geheimdienstes AIVD sei ein deutscher Junge auf einem niederländischen Boot gestorben, was von mehreren Informanten bestätigt wurde. Danach sei der Fall vertuscht worden, „weil sich auf dem Boot einflussreiche Persönlichkeiten befanden“. Bei dem Boot soll es sich um die Segelyacht „Apollo“ handeln, wo einflussreiche Persönlichkeiten Kinder missbrauchten, was gefilmt wurde. Nach dem Vorfall soll die Yacht in einen Militärhafen der niederländischen Marine geschleppt und gesäubert worden sein. Schadwalds Leiche wurde dem Bericht zufolge im Meer versenkt. Besitzer der Yacht war ein niederländischer Wirtschaftsprüfer, dessen Lebensgefährte Gerrit Ulrich 1998 in einen Skandal verwickelt wurde, als im Badeort Zandvoort tausende Fotos und Videos mit missbrauchten und gefolterten Kindern gefunden wurden, darunter waren auch Babys. Ein Partner von Ulrich gab gegenüber Journalisten an, Schadwald von Berlin in die Niederlande gebracht zu haben. Ulrich wurde schließlich erschossen, als er über das Netzwerk auspacken wollte, und Beweise sollen aus seinem Haus gebracht worden sein, bevor die Polizei sie beschlagnahmen konnte, darunter war möglicherweise der Film von Schadwalds Tod.
Die belgische Sozialarbeiterin Gina Pardaens-Bernaer ermittelte in den Fällen um Dutroux und Schadwald. Sie befand sich ihren eigenen Aussagen zufolge im Besitz einer Kopie des Films, auf dem Schadwalds Tod zu sehen gewesen sein soll. Laut ihren Aussagen erhielt sie Morddrohungen, und Geheimdienste interessierten sich für das Material in ihrem Besitz. Am 13. November 1998 wurde in ihrem Haus eingebrochen, und am Folgetag starb sie bei einem Autounfall, kurz bevor sie von der Polizei vernommen werden sollte. Ihr Tod war einer von 27 ungeklärten Todesfällen im Zusammenhang mit der Dutroux-Affäre.

## Verdächtigungen gegen den Vater von Schadwald
Zu den Verdächtigen in dem Fall gehörte auch Rainer Wolf, der Vater von Schadwald. Laut Informationen der Berliner Morgenpost war dieser ein Agent des DDR-Ministeriums für Staatssicherheit (MfS) und infiltrierte ab 1984 nach einer inszenierten Übersiedlung in den Westen die westdeutsche Friedensbewegung. Er soll laut der eidesstattlichen Aussage eines geheimdienstlichen Verbindungsmannes auch Politiker, Juristen und Geschäftsleute in Westeuropa mit Kinderpornografie erpresst haben, wobei die Kinder dafür aus DDR-Heimen stammten. Diese alten MfS-Netzwerke sollen auch nach der deutschen Wiedervereinigung aktiv geblieben sein. Wolf geriet aufgrund seiner möglichen Verbindungen zur Berliner Pädophilenszene unter Verdacht, seinen eigenen Sohn an Bordelle in die Niederlande verkauft zu haben. Er wurde deshalb 1998 verhaftet, aber nach wenigen Tagen wieder freigelassen.